# Ctenoneura biguttata
Ctenoneura biguttata är en kackerlacksart som beskrevs av Hanitsch 1932. Ctenoneura biguttata ingår i släktet Ctenoneura och familjen Polyphagidae. Inga underarter finns listade i Catalogue of Life.